# Charlotte Moorman
Charlotte Moorman   (Little Rock, 18 de novembre de 1933 - Nova York, 8 de novembre de 1991) va ser una violoncel·lista, artista de performance i sonora, i defensora de la música d'avantguarda estadounidenca. Coneguda com la “Jeanne d'Arc de la nova música”, anomenada així per Edgar Varèse, va ser la fundadora de l'Anual Avant Garde Festival de Nova York i una col·laboradora freqüent de l'artista nord-americà coreà Nam June Paik.
La seva rellevància va ser manifesta: “Sovint s'ha discutit si Charlotte Moorman era una executora o una autora. La segona de les dues és la resposta correcta” afirmà el músic i artista conceptual Giuseppe Chiari.

## Biografia
Va néixer a l'estat d'Arkansas. Va estudiar violoncel des dels deu anys i va guanyar una beca per al Centenary College (Shreveport, Louisiana), on es va llicenciar en música el 1955. Va rebre el seu MA de la Universitat de Texas a Austin i va continuar els seus estudis de postgrau a The Juilliard School el 1957.
Va començar la seva carrera en sales de concerts tradicionals, però aviat es va veure interessada i va participar activament a l'art multimèdia i l'art performance de la dècada de 1960. Es va convertir en una estreta col·laboradora de l'artista avantguardista coreà Nam June Paik, amb el qual va actuar internacionalment.
El 1967, va assolir notorietat per la seva interpretació de l'Òpera de Paik Sextronique, una actuació a mig vestir que li va costar el seu arrest sota càrrecs d'exposició indecent, encara que finalment se li va suspendre la sentència. L'incident li va donar la fama a nivell nacional com a violoncelista del «topless». També va actuar a l'obra de Paik TV Bra for Living Sculpture (1969), amb dos receptors de televisió de petita mida tapant els mugrons dels seus pits. Una altra peça memorable va ser la seva interpretació de Sky Kiss, de Jim McWilliams, en molts llocs del món, incloent Nova York i Sydney.

## Carrera

### Música experimental
La seva introducció a la música experimental va arribar en un moment en què Moorman buscava un nou repertori; com va explicar a Fred Stern el 1980, havia tocat el Concert per a violoncel de Kabalevsky innumerables vegades amb orquestres regionals al voltant de Nova York. "Mentre tocava aquest solo", va recordar, "em preguntava a la meva ment: havia tancat el gas del meu apartament a Nova York? I vaig adonar-me: Déu meu, si la meva ment pot divagar així mentre toco un solo..., podeu imaginar-vos què pensa l'audiència? Així que vaig començar a buscar música contemporània."

#### 26' 1.1499" for a String Player - John Cage
L’obra amb la qual va començar va ser 26’ 1.1499’’ per a un instrumentista de corda de John Cage. La peça de Cage era una eina per trencar amb la tradició i la història. Idealment (i tal com el compositor pretenia), l'obra hauria de lliurar l’intèrpret dels hàbits de la formació musical i permetre que els sons fossin ells mateixos sense interferències de la cultura o la personalitat individual.
Moorman s'hi va introduir amb David Tudor, assistent de Cage durant la composició d’aquesta obra. Va fer-ho amb molt d’interès i implicació, però tot i això sembla que a Cage no li va agradar mai la interpretació de Moorman d’aquesta peça. En una entrevista amb Gisela Gronemeyer el 1991, Cage va comentar: "El que m'ha sorprès és que agafés aquesta peça meva i la interpretés d'una manera que no té res a veure amb la peça en si mateixa. No m'ha agradat gens. I el meu editor va dir: el millor que et podria passar seria que Charlotte Moorman morís. Sembla que, tot i la seva gran implicació, la violoncel·lista tenia una manca de rigor a l’hora d’aproximar-se a la peça.

#### Versions de l'obra
Al llarg dels anys va anar afilant la seva interpretació de l’obra, donant cada vegada menys importància a la temporització, la qual Cage considerava fonamental, per centrar-se més en uns sons “no cellístics” que es podien afegir a la peça a l’elecció de l’intèrpret. D’entre els sons que va afegir destaca l’addició de passatges recitats sobre temes polítics, com ara el consumisme, moralitat i obediència, corrupció política, llibertat d’expressió, salut de les dones i missogínia entre d'altres. Això tampoc va agradar a Cage, qui pensava més en sons inderterminats i caòtics, com ara el trànsit de la ciutat.
Sobre una altra interpretació que en va fer, en un número de 1969 de la revista Source, Moorman va explicar el seu enfocament de la peça de Cage en termes polítics i socials: 
"En la peça que faig de John Cage, toco el violoncel, després descarto el violoncel i toco l'esquena de Nam June Paik com un violoncel humà, després el descarto, després toco una bomba com un violoncel, tot està altament amplificat. Sento que això, en certa manera, té un missatge polític, i definitivament un missatge social. En la mateixa peça cuino, crido, projecto pel·lícules, discos, i bec Coca-Cola."

#### Distribució de l'autoria creativa
Si la composició de Cage tenia com a objectiu alterar la nostra relació amb el quotidià retornant-nos a una vida diària intensificada i revitalitzada, Moorman problematitzava aquesta problematització mateixa utilitzant la tecnologia de Cage per articular una noció diferent del quotidià a la del compositor, redirigint així la seva peça cap a un nou fi. El resultat va ser una "interpretació" de l'obra de Cage que va forçar les expectatives tradicionals d'aquest terme, revelant fins a quin punt l'autoria creativa es distribuïa en la pràctica, si bé encara era nominalment retinguda pel "compositor" en el discurs de la creativitat que operava en aquest món.
Aquesta obra no només va marcar l’inici de la carrera experimental de Moorman, sinó que la seva interpretació va anar evolucionant amb ella, fins a fer-la completament seva, fins i tot amb el disgust que això representava per John Cage.

### Annual Avant Garde Festival de Nova York
El 1963 Moorman va fundar l'Annual Avant Garde Festival de Nova York, que suposava un punt d’encontre per a l’avantguarda donat que presentava la música experimental del grup Fluxus i Happenings juntament amb la performance, l'art cinètic i el videoart. Malgrat el títol de l'esdeveniment, el festival no es celebrava anualment. Hi va haver quinze festivals des de 1963 fins a 1980. Els festivals sovint s'organitzaven en llocs únics com ara Shea Stadium, Grand Central Station, World Trade Center i Staten Island Ferry. A més, comptaven amb la participació de grans artistes i compositors d’avantguarda com ara en la segona edició celebrada el 12 de desembre de 1964 on van participar Earl Brown, John Cage, Giuseppe Chiari, Stockhausen, Terry Jennings, Toshi Ichiyanagi i Naim June Paik, qui seria el seu principal col·laborador des d’aquell moment.
A més de ser una intèrpret estrella de peces d'avantguarda, va ser una portaveu i negociadora eficaç de l'art avançat, encantant les burocràcies de Nova York i d'altres grans ciutats perquè cooperissin i proporcionessin instal·lacions per a actuacions controvertides i desafiants. Els anys del Festival Avant Garde van marcar un període d'entesa sense igual i de bones relacions entre artistes avançats i autoritats locals. L'amic i artista Jim McWilliams va crear nombroses peces memorables per interpretar-la als festivals d'avantguarda de Nova York, com ara Sky Kiss, que va implicar-la penjada de globus meteorològics plens d'heli per al sisè festival d'avantguarda i The Intravenous Feeding of Charlotte Moorman per a l'edició de 1973.
Charlotte Moorman va estar involucrada al moviment Fluxus, d'avantguarda i art de performance, i va ser amiga i sòcia de molts artistes coneguts de finals del segle xx, inclosa la de Nam June Paik, Wolf Vostell, John Cage, Joseph Beuys, Joseph Byrd, Yoko Ono i d'altres. El 1966, l'artista Joseph Beuys va crear en el seu honor l'obra Infiltration Homogen für Cello.

### Solista de performance
Tot i que la primera edició de l'Annual Avant Garde festival de Nova York es va celebrar el 20 d’agost de 1963, Moorman havia debutat com a solista de música experimental el 15 d’abril del mateix any en un concert que incloïa peces com Composition 1960 #13 to Ricard Huelsenbeck de La Monte Young. Amb indicaciones com “toca el que vulguis”, aquesta peça es va considerar una composició “antiteològica” donat que no desenvolupava una direcció clara i explícita cap a un final pressupost.
Més tard en aquest mateix any, Moorman va portar a terme un concert per a cello solista al Judson Hall on incloïa de nou la peça de La Monte Young interpretant aquesta vegada l’adagio per a violoncel sol de Giovanni Batista Sammartini. D’aquesta manera, va experimentar amb la música tradicionalment associada al seu instrument i la Nova Música, problematitzant la seva distinció. En aquest concert també va interpretar la peça Solo with de Philip Corner de la qual el crític musical Winthrop Sargeant va escriure per a un article al The New Yorker: 
“La senyoreta Moorman va pujar a l'escenari amb el violoncel, el va deixar a terra, va tornar fora de l'escenari, va tornar a aparèixer amb la bossa de mà, va tindre dificultats per trobar la seva partitura al faristol, es va rendir, se'n va anar de nou, va tornar i va afinar. Mentrestant, uns sons nefasts —una mica com alguna cosa pensada per Edgar Varèse— sonaven per un altaveu i van continuar durant la resta del temps que ella va estar a l'escenari. Hi va haver més remenament de partitures. La senyoreta Moorman es va netejar el violoncel amb un mocador, va tocar una sola nota de pizzicato i va començar a anotar la seva partitura amb un llapis. Això va ser seguit d'un aplaudiment encantat”
En el record de Corner, l'actuació de Moorman va superar les seves expectatives per la seva forma de dramatitzar les expectatives que acompanyaven la música en directe i enregistrada. En aquest concert també hi era el compositor Morton Feldamn el qual li va comentar a Corner que ell era l’únic que sabia escriure per a Charlotte Moorman.

#### Artista independent
A partir d’aquest moment es va posar de manifest la impronta personal de Moorman com a artista. Així, la música Gisela Gronemeyer va escriure: “Com que Moorman es considerava una intèrpret independent i com que s'esperava que posaria el seu segell personal en una peça, es va aconsellar als compositors que no compessin simplement una peça per al violoncel, sinó que fessin una peça per a Charlotte Moorman. Perquè quan Moorman va agafar una composició existent, la majoria de les vegades li donava forma a les seves pròpies idees i es prendria llibertats amb la partitura”. Íngrid Wiegand va informar a The Soho Weekly News “Charlotte sempre és Charlotte Moorman, sigui el que toqui", va coincidir Paik, "si interpreta [una composició] de John Cage, és Charlotte Moorman".
D’aquesta manera, la seva relació amb el seu instrument, el cello, era també molt personal. Era l’objecte través del qual realitzava el seu treball musical i l’eina que la identificava. El músic Gabriele Bonomo va descriure la realció de Moorman amb el seu violoncel com una estranya subversió de les tradicions musicals en general i, fonamentalment, del paper que tradicionalment li havien assignat.
Takehisa Kosugi va ser un altre compositor que va acollir amb satisfacció la reinterpretació habitual de Moorman component obres específicament per a la seva interpretació incontrolable i centrada en el violoncel. Les seves composicions sovint esborraven les línies entre Moorman i el seu instrument com per exemple, Instrumental Music.

#### Risc i atreviment
Més tard, McWilliams va posicionar a ella i al seu instrument com a substàncies inseparables i semblants. “El que faig és tractar-la a ella i al seu violoncel com un fenomen, perquè estan units, la personalitat del violoncel i la personalitat de Charlotte són un fenomen" explicava el compositor “és una cosa que s'acumula al llarg de molts episodis i té aquesta gran vida i esperit.”
Així, Moorman va arribar a posar en perill la seva integritat física en nombroses ocasions on el paper d’intèrpret i objecte inanimat eren intercanviables, com per exemple a la peça Chocolate Ester Bunny de McWilliams. Ací, ella i el seu instrument eren totalment recoberts de xocolata amb el risc de sufocació que allò comportava. De fet, l'Hospital de Nova York va advertir que s'asfixiaria a menys que el glacejat es mantingués fora de les plantes dels peus, les aixelles, i el cuir cabellut. Un altre exemple és Variations on a Theme of Saint-Saëns on Moorman havia de submergir-se en un barril d’aigua mentre tocava El cigne de El carnaval dels animals de Saint-Saëns.
A la peça TV Bed de Naim June Paik, Moorman havia de portar roba protectora per protegir el seu cos de la radiació segons la documentació dels Kaldor Public Art Projects a Austràlia i de les més de quaranta actuacions que van presentar a aquests projectes d’arts públics al 1976, van rebre més atenció aquelles que destacaven pels actes d’atreviment de Moorman interpretant “nus amb un violoncel tallat en gel, balancejant-se d’un trapezi de 12 metres, sufocada amb 13 quilos de caramel de xocolata i suspesa de globus sobre el pati de l’Òpera de Sydney”.

## Col·laboració amb Nam June Paik

### Video art
Nam June Paik, en una entrevista amb Paul Schimmel va dir: El “video art no és només una pantalla de televisió i cinta - és tota una vida, una nova manera de viure. La pantalla de televisió al seu cos és literalment l'encarnació de l'art del vídeo en directe.
L’ús que Nam June Paik i Charlotte Moorman van donar a la tecnologia va ser trencador i novedós en el sentit que no utilitzaven la tecnologia per registrar la música o per difondre-la, sinó com a part de l’art en si.
“El conegut pit de la Charlotte simbolitza l'angoixa i l'assoliment de l'avantguarda dels últims deu anys. Quan se'ls dona l'opció entre la veritat i la comoditat, la gent sempre tria la comoditat. Tant els artistes com els distribuïdors estan concentrant-se en fer cintes de vídeo, que són més còmodes, mentre que el meu art de vídeo en directe amb la Charlotte és car, maldestre i, com a objecte artístic, gairebé invendible - com una peça de veritat”.

#### TV Cello
En el Concert per a violoncel de televisió (Concerto for TV Cello) (1971) Moorman "portava" un dispositiu complex format per diversos monitors de televisió amuntegats un sobre l'altre per formar una forma de "violoncel". A més, Moorman estava físicament connectada a aquests dispositius i, mentre "tocava" el seu violoncel de vídeo amb televisors amuntegats, es produïen diverses formes a les pantalles dels televisors.

#### TV BraiTrain Bra
Una altra obra de Paik que implicava Charlotte Moorman es deia TV Bra i es va fer conjuntament amb una altra peça anomenada Train Bra. El TV Bra consistia en dos mini televisors fixats als pits de Moorman; el Train Bra eren dues petites locomotores fixes a un sostenidor que portava Moorman. Hi ha una connexió entre les dues obres: Segons Paik, els artistes de vídeo són "pioners-experimentadors en els compromisos de telecomunicacions i transport", una situació il·lustrada “de la manera més elegant" per la Sra. Moorman adornant-se amb el TV Bra i el Train Bra.

## Judici

### Moment de la detenció
Charlotte Moorman va ser detinguda a l’abril de 1967 mentre interpretava l’obra de Nam June Paik “Opera Sextronique”, que incloïa nuesa a la seva interpretació. Hi havia una llei (Penal Law section 1140) especialment creada per a casos d’exhibicionisme públic, però el cas de Moorman va ser especial. Mai s'havien considerat els pits com a part privada als anteriors casos d’aplicació d’aquest llei, i a més va ser detinguda en una performance privada.
La interpretació va ser a la Film-Makers Cinemathèque, un espai que no estava ben vist per les autoritats degut a la projecció de Flaming Creatures de Jack Smith al 1963, pel·lícula que va ser confiscada per la policia degut al seu contingut obscè. Tant Moorman com Paik estaven en una situació on no volien cridar l’atenció de les autoritats, fins i tot Charlotte Moorman va contactar amb un advocat, el seu amic Billy Klüver, sobre les possibilitats de ser arrestats durant la interpretació d’Opera Sextronique, i aquest els va dir que no havien de preocupar-se perquè tenien el seu dret artístic, i els va posar exemples d'altres interpretacions del passat on hi havia nuesa.
Segons el testimoni de Michael T. Kaufman, autor i periodista, abans de començar Paik es va dirigir al públic sabent que hi hauria policies i els va dir que allò que anaven a veure era art i que per favor no interrompessin. Al acabar el primer acte, va tornar a dirigir-se al públic dient “veieu? És art. Ara deixeu-nos en pau”. Quan va començar el segon acte, varies veus del públic van començar a cridar a Moorman que es tapés, mentre ella seguia interpretant. Al cop d’una estona, els policies d’incògnit s'alçaren i els van detindre.
Segons els presents, Moorman i Paik van rebre un tracte molt diferent a la seva detenció. Encara que teòricament la nuesa estava prohibida en aquell teatre, els policies van obligar hipòcritament a Moorman a llevar-se tota la roba per a buscar drogues a el seu anus i vagina. A Paik el van donar un sandwich, suc de taronja i un café però a Moorman no van donar-li res, i després d’una nit als calabossos els van donar la llibertat condicional.

### Tema de discussió del judici
En un article del New York Law Journal de l’11 de maig de 1967, el jutge Milton Shalleck descriu el cas contra Charlotte Moorman. L'acusació afirma que, al voltant de les 10:15 de la nit del 9 de febrer de 1967, a la 125 West 41st Street del comtat de Nova York, Moorman va exposar voluntàriament i indecentment les seves parts privades en un teatre amb altres persones presents, presumptament violant la llei penal. El jutge reflexiona sobre la naturalesa de l'acte i la seva implicació en la cultura contemporània, incloent-hi opinions sobre la representació artística del cos femení i els límits de la decència pública. Després de considerar els testimonis i les proves presentades, el jutge declara Moorman culpable d'una infracció de la llei penal.
D’entre les consideracions del jutge, és interessant destacar la discussió sobre la naturalesa dels pits, des de la seva part utilitària fins a la seva vessant artística, i l’escandalització que es pot intuïr en les seves paraules:
"Entre les més meravelloses de les moltes creacions físiques de Déu es troben els pits femenins humans. Tant utilitaris com funcionals, serveixen, com a mínim, com a font de nutrició lactància per als tendres nadons, una part molt bàsica de la vida. Al pensament de molts, els pits no són menys importants per la seva atracció sexual, en despertar la libido en l'home, amb el seu conseqüent paper eròtic essencial en les relacions entre sexes.
La bellesa prístina dels pits femenins humans ha estat immortalitzada per pintors i escultors i escriptors de poesia i prosa...
Però en cap poema, en cap prosa respectada (...), en cap oli valuós, en cap estàtua o bust reconegut per la seva imatgeria, tècnica i bellesa com a art, he vist, ja sigui descrit visualment o retratat, una imatge d'una violoncel·lista nua o "topless" tocant aquest instrument - o, pel cas, una descripció o representació similar d'una cambrera "topless" amb el pit penjant sobre un plat de sopa calenta o una tassa de cafè fumant! Em pregunto si algú ho ha vist…”.

#### Defensa
És interessant també veure la visió contrària, aquella de la defensa de Moorman: 
"Un dels experts de la defensa (...), va testimoniar que la interpretació de la demandada serveix d'una manera "curiosa" a aquesta nova mena d'art d'"esdeveniments", "situacions", "fenòmens": que aquesta experimentació en "termes de so" té valors socials redemptors, ja que "l'escenari de concert està morint"...
Un altre dels experts va ser encara més específic: va afirmar que la interpretació era "un intent de picar el nas a la nostra societat ... en relació amb les nostres dificultats amb qüestions sexuals especialment amb els assumptes púbics i els pits. Que fem com si no existissin".

## Mort
A la fi de 1970 se li va diagnosticar càncer de mama. Va ser sotmesa a una mastectomia i tractament posterior, per continuar realitzant performances al llarg dels anys vuitanta, malgrat el dolor i el deteriorament de la salut. Va morir a la ciutat de Nova York el 8 de novembre de 1991, a l'edat de 57 anys.
A un emotiu article, Nam June Paik descriu els patiments de Moorman: “Els últims anys van ser especialment horribles. Charlotte necessitava freqüentment injectar-se morfina. Frank, el seu marit, havia de despertar-se cada hora per a posar-li una injecció. Estar malalt surt molt car, la meva ajuda no era suficient. Durant el seu llarg martiri Howard Wise i Otto Piene van ser de les escasses persones que la van consolar no solament amb paraules i gestos de bona voluntat, sinó també amb diners i treball”.